# 威猜参
威猜参（1838年4月6日—1885年8月28日），泰国扎克里王朝副王。他是前任副王宾告与Aim公主的长子，也是拉玛四世国王的侄儿。
1868年宾告死后，威猜参被堂兄弟拉玛五世（朱拉隆功）任命为二王（前宫之主）。在拉玛五世在位期间，威猜参拥有无限大的权力，甚至成为了国王的竞争者。两股势力的冲突不可避免地导致了前宫危机。威猜参被打败，二王的势力被大大削弱。在他于1885年逝世后，二王这个头衔被彻底废除，以王储取而代之。